# 永田利則
永田 利則（ながた としのり、1961年10月9日 - ）は、広島県広島市東区尾長出身の元プロ野球選手（内野手）。
父は1954年 - 1956年に広島東洋カープに在籍した永田徹登。

## 来歴・人物
広島商では1年生の時、エース住吉慶一（法大）を擁し、右翼手として1977年夏の甲子園に出場。3回戦に進むが豊見城高の下地勝治（広島）、石嶺和彦のバッテリーに抑えられ、延長10回の末に0-1で惜敗。3年生時の1979年は三塁手に回り、夏の甲子園に再度出場。2回戦（初戦）は同期の中島信男（広島銀行）が好投、秋田商の高山郁夫を打ち崩し3回戦に進むが、浪商の牛島和彦に抑えられ大敗を喫する。
1980年、ドラフト2位で広島に入団。広島入団当初は「三村（敏之）二世」と呼ばれ、かなりの期待を持たれていた。しかし当時の野手陣は層が厚く、二軍生活が長く続いた。
1987年シーズン途中、西山秀二（+金銭）との2対1の交換トレードで、森脇浩司と共に南海ホークスに移籍。
1988年にはウエスタン・リーグで打率.325を記録し首位打者を獲得。一軍でもシーズン終盤に二塁手、三塁手として9試合に先発出場を果たす。しかし同年12月にポーカー賭博により逮捕されて謹慎処分となる。翌1989年、30盗塁でウエスタン・リーグの盗塁王を獲得。一軍では7月に指名打者、三塁手として6試合に先発、1試合ながら一番打者としても起用される。
1990年には出場機会が減少、同年限りで現役引退。広島時代からスイッチヒッターに挑戦したり、持ち味の足を生かす努力もしたが結果を残せなかった。
引退後は古巣・広島にスコアラー（1991年 - 1993年）として復帰。
1994年、二軍守備走塁コーチに就任。
2007年から一軍外野守備走塁コーチを務めた。
2010年は二軍野手総合コーチ。
2011年からは一軍守備走塁コーチ。
2014年は一軍打撃コーチ補佐。
2015年は一軍総合コーチ。
2016年からは二軍外野守備走塁コーチを務める。2019年10月28日、来季のコーチ契約を結ばない事が発表された。
2020年からは社会人野球のMSH医療専門学校硬式野球部監督を務める。
2023年10月からは自身の父・徹登の出身校でもある、広島県瀬戸内高等学校硬式野球部監督に就任。広島時代の同僚で共にMSH医療専門学校硬式野球部で指導に当たった長内孝も同校野球部コーチに就任。

## 詳細情報

### 年度別打撃成績
| 年 度    | 球 団         | 試 合 | 打 席 | 打 数 | 得 点 | 安 打 | 二 塁 打 | 三 塁 打 | 本 塁 打 | 塁 打 | 打 点 | 盗 塁 | 盗 塁 死 | 犠 打 | 犠 飛 | 四 球 | 敬 遠 | 死 球 | 三 振 | 併 殺 打 | 打 率 | 出 塁 率 | 長 打 率 | O P S |
| -------- | ------------- | ----- | ----- | ----- | ----- | ----- | -------- | -------- | -------- | ----- | ----- | ----- | -------- | ----- | ----- | ----- | ----- | ----- | ----- | -------- | ----- | -------- | -------- | ----- |
| 1981     | 広島          | 7     | 2     | 2     | 0     | 0     | 0        | 0        | 0        | 0     | 0     | 0     | 1        | 0     | 0     | 0     | 0     | 0     | 1     | 0        | .000  | .000     | .000     | .000  |
| 1983     | 広島          | 1     | 3     | 3     | 0     | 0     | 0        | 0        | 0        | 0     | 0     | 0     | 0        | 0     | 0     | 0     | 0     | 0     | 2     | 0        | .000  | .000     | .000     | .000  |
| 1988     | 南海 ダイエー | 18    | 30    | 28    | 5     | 7     | 1        | 1        | 0        | 10    | 0     | 1     | 0        | 0     | 0     | 2     | 0     | 0     | 7     | 1        | .250  | .300     | .357     | .657  |
| 1989     | 南海 ダイエー | 15    | 31    | 28    | 3     | 6     | 0        | 1        | 0        | 8     | 5     | 1     | 4        | 1     | 0     | 2     | 0     | 0     | 5     | 0        | .214  | .267     | .286     | .553  |
| 1990     | 南海 ダイエー | 5     | 5     | 5     | 0     | 0     | 0        | 0        | 0        | 0     | 0     | 0     | 0        | 0     | 0     | 0     | 0     | 0     | 2     | 0        | .000  | .000     | .000     | .000  |
| NPB：5年 | NPB：5年      | 46    | 71    | 66    | 8     | 13    | 1        | 2        | 0        | 18    | 5     | 2     | 5        | 1     | 0     | 4     | 0     | 0     | 17    | 1        | .197  | .243     | .273     | .516  |

- 南海（南海ホークス）は、1989年にダイエー（福岡ダイエーホークス）に球団名を変更

### 記録
- 初出場：1981年6月3日、対阪神タイガース7回戦（広島市民球場）、9回裏に三村敏之の代走として出場
- 初先発出場：1988年9月13日、対ロッテオリオンズ22回戦（川崎球場）、8番・三塁手として先発出場
- 初安打：1988年9月22日、対近鉄バファローズ24回戦（日生球場）、9回表に森脇浩司の代打として出場、佐々木修から単打
- 初打点：1989年6月27日、対オリックス・ブレーブス11回戦（平和台球場）、6回裏に伊藤寿文の代打として出場、関口朋幸から2点適時三塁打

### 背番号
- 32 （1980年 - 1987年途中）
- 51 （1987年途中 - 1990年）
- 85 （1994年 - 2019年）